# Illes de la Sonda

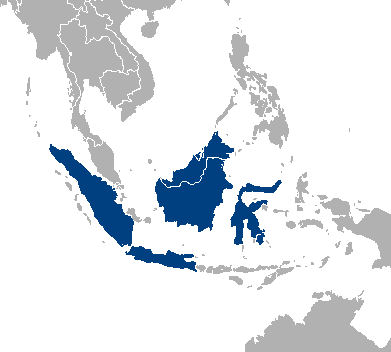
Localització de les illes Grans de la Sonda

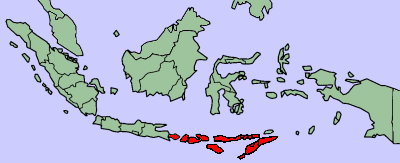
Localització de les illes Petites de la Sonda

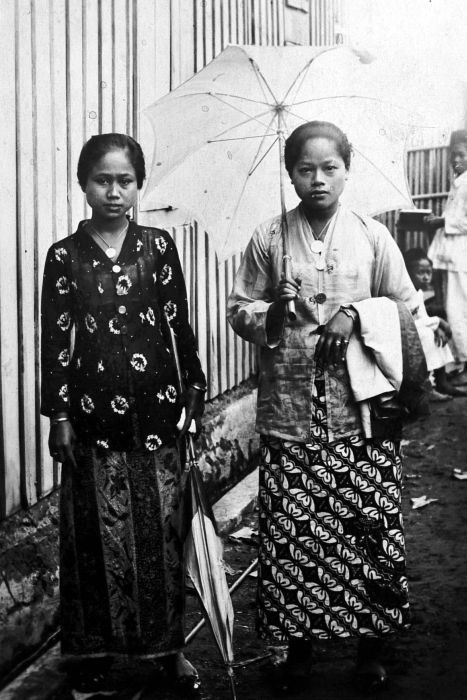
Dones sondaneses. 1929

Les illes de la Sonda (en indonesi i malai Kepulauan Sunda) són un arxipèlag de la part occidental d'Insulíndia, al sud-est d'Àsia.

## Geografia
El territori de les illes pertany majoritàriament a Indonèsia, excepte l'illa de Borneo, repartida també entre els estats de Brunei i Malàisia, i la de Timor, dividida entre Indonèsia i Timor Oriental.
Són entre la mar de la Xina Meridional al nord, la mar d'Arafura a l'est, les mars de Sulu, Cèlebes, les Moluques i Banda al nord-est i est, i l'oceà Índic al sud i a l'oest. Tradicionalment es divideixen en dues seccions, les Illes Grans i les illes Petites.

### Illes
- les illes Grans de la Sonda[4] (Kepulauan Sunda Besar):
  - Borneo
  - Cèlebes[5][6][7][8]
  - Java (incl. Madura)[9][10][11][12][13]
  - Sumatra[14][15][16][17][18][19]
- Les illes Petites de la Sonda[20] (Kepulauan Sunda Kecil o Nusa Tenggara):
  - Bali[21][22][23][24][25][26]
  - Lombok[27][28]
  - Sumbawa[29][30]
  - Flores[31][32][33][34]
  - Komodo[35][36]
  - Sumba[37][38]
  - Savu[39]
  - illa de Timor[40][41][42]
  - illes Solor[43]
  - illes Alor[44][45]
  - Sangeang[46][47][48][49][50][51]

## Els sondanesos
Els sondanesos són un grup ètnic de la part occidental de l'illa de Java. Són predominantment de religió musulmana. Parlen una llengua autòctona coneguda com a sondanès o Basa Sunda.

## Història
Les illes orientals van patir poc la influència musulmana fins que el regne de Makassar es va unificar i va esdevenir el 1607 el sultanat de Makassar començant la guerra santa contra els regnes bugis; el darrer regne bugi fou conquerit el 1611 i després va seguir cap al sud per conquerir Sumbawa. Sanggar va acceptar l'islam ràpidament però la resta de regnes com Dompu, Bima i Sumbawa (l'occident de l'illa) van resistir de manera ferotge. Sumbawa es va rendir el 1626. El rei de Sumbawa es va casar el 1850 amb la germana del rei de Tallo (Makassar). Bima es va rendir el 1621 quan va pujar un nou rei i el 1623 una expedició holandesa va trobar la capital cremada pels makassarians. El 1640 el rei Abd al-Kadir es va establir com a sultà després de casar-se amb una germana del sultà Ala al-Din de Gowa (Makassar). Makassar va caure en poder dels holandesos el 1669 i el seu aliat bugo Arung Palakka, rei de Bone el 1672, va iniciar una sèrie de campanyes contra Sulawesi del sud obligant a bugis i makassarians a refugiar-se a altres illes, especialment a Sumbawa on es van instal·lar amb un estatus semiautònom. A Bima eren una gran part de la població; el 1662 el sultà de Bima va reclamar la sobirania sobre Sumba i Komodo i va estendre la seva influència a Manggarai, a l'oest de Flores. El sultanat de Bima va existir fins al 1950 quan fou abolit com altres sultanats.